# 奧地利的瑪麗亞·克里斯蒂娜 (1574年—1621年)
奧地利的瑪麗亞·克里斯蒂娜（德語：Maria Christina von Österreich，1574年11月10日—1621年4月6日），特蘭西瓦尼亞公爵夫人，神聖羅馬皇帝斐迪南二世的姐姐。
1595年，瑪麗亞·克里斯蒂娜與外西凡尼亞公爵巴托里·齊格蒙德結婚，兩人沒有子女。1599年兩人的婚姻被廢除，瑪麗亞·克里斯蒂娜回到奧地利。